# Karl-Gottfried Nordmann
Karl-Gottfried Nordmann (ur. 22 listopada 1915 w Giessen; zm. 22 lipca 1982 w Greenwich w USA) – niemiecki oficer Luftwaffe w stopniu Oberstleutnanta, służył w czasie II wojny światowej. As myśliwski. Autor 78 zwycięstw powietrznych. Odznaczony Krzyżem Rycerskim Krzyża Żelaznego z Liśćmi Dębu. Geschwaderkommodore w Jagdgeschwader 51.

## Odznaczenia
- Krzyż Rycerski Krzyża Żelaznego z Liśćmi Dębu
  - Krzyż Rycerski – 1 sierpnia 1941
  - Liście Dębu (nr 35) – 16 września 1941
- Krzyż Żelazny I Klasy
- Krzyż Żelazny II Klasy
- Złota odznaka pilota frontowego Luftwaffe